# Sagazabo
Saga za Ab, a menudo conocido en la Europa contemporánea como Sagazabo o Zaga Zabo, fue un embajador etíope que realizó labor diplomática en Europa entre los años 1527-1533.
Sagazabo fue enviado a Portugal por el rey etíope David Il en 1527. Acompañó a la misión portuguesa a Etiopía dirigida por Francisco Álvares, que había sido enviada en 1520 por el rey de Portugal, en respuesta a la petición de ayuda de la reina Elena de Etiopía contra los musulmanes en el Mar Rojo. La misión volvió a Portugal en 1527. Ahí, Saga za Ab fue interrogado por las autoridades religiosas ibéricas Diogo Ortiz de Villegas y Pedro Margalho sobre las diferencias de la fe cristiana en Etiopía. Ellos tenían diferencias como su tradición sobre el sábado como día de descanso y la circuncisión, lo que llevó a acusaciones de que los etíopes eran judíos y mahometanos.
Saga za Ab escribió un relato de la situación de la religión cristiana en Etiopía, que fue publicado por Damião de Góis bajo el título Fides, Religio Moresque Aethiopium en 1540:

"Primero, hay que saber que nuestro Patriarca [Metropolitano] es elegido en un rito solemne por el voto de nuestros monjes en Jerusalén, que viven allí cerca del Santo Sepulcro del Señor..."
Introduction of Saga za Ab Fides, Religio Moresque Aethiopium in 1540

Se conocen otras embajadas etíopes tempranas en Europa, como la embajada de 1441 de cuatro etíopes en el Concilio de Florencia, la embajada de 1481 ante el Papa Sixto IV por parte de Antonio, el capellán etíope del emperador de Etiopía, o el capellán portugués Francisco Álvares, quien fue embajador de Etiopía ante el Papa Clemente VII en 1533. Había una gran comunidad etíope en Roma desde el siglo XV, y el Papa Sixto IV les concedió una iglesia en 1476, renombrándola Santo Stefani degli Abissini ("San Esteban de los Abisnos").